# Кушниренко, Андрей Николаевич
Андре́й Никола́евич Кушнире́нко (укр. Андрій Миколайович Кушніренко; 1933 — 2013) — советский и украинский хоровой дирижёр, композитор, фольклорист, педагог, общественно-культурный деятель.

## Биография
Родился 17 октября 1933 года в селе Великие Загайцы (ныне Тернопольская область, Украина).
С 1955 по 1957 год учился в Львовском музыкально-педагогическом училище им. Филарета Колессы, после окончания которого был рекомендован для учёбы в консерватории.
В 1962 году он с отличием окончил Львовскую консерваторию, дирижёрско-хоровой факультет. В консерватории А. Кушниренко учился у таких педагогов и художников, как: М. М. Анткив, С. Ф. Людкевич, А. И. Кос-Анатольский, А. В. Солтис, Р. А. Симович, А. С. Теплицкий, известный фольклорист-музыковед В. Л. Гошовский.
С 1962 года А. Н. Кушниренко — художественный руководитель и главный дирижёр Государственного заслуженного Буковинского ансамбля песни и танца Украины. Под его руководством ансамбль стал одним из ведущих профессиональных художественных коллективов, дважды лауреатом международных конкурсов (1967, 1977 года), а в 1969 году получил звание заслуженного ансамбля Украины. Выступления этого прославленного коллектива пользуются большим успехом как на Украине, так и за рубежом. Заслуженный Буковинский ансамбль под руководством А. Н. Кушниренко с большим успехом выступал в Финляндии (1966), Чехословакии (1986), Польше (1989), Италии (2000), Румынии (1969, 1974, 1986, 1990, 2002).
Большую часть своих способностей, своего таланта Андрей Кушниренко отдавал композиторской и педагогической деятельности.
Композиторское творчество А. Кушниренко получило широкое признание музыкальной общественности Украины. Его песни звучат сегодня в концертных залах, на многих сценах, на больших торжествах, они стали популярными среди поклонников вокально-хорового искусства. Кроме Заслуженного академического Буковинского ансамбля песни и танца, произведения композитора звучат в исполнении таких известных коллективов, как Государственная заслуженная академическая капелла «Думка», Мужская хоровая капелла Украины имени Л. М. Ревуцкого, хора им. П. Майбороды национальной радиокомпании, а также народных артистов Украины Д. М. Гнатюка, П. Ончула, Я. Солтиса, заслуженных артистов Украины С. Шкургана, М. Болотного, М. Мельничука, И. Дерды, Н. Каплиенко, В. Пиндика, Л. Радиш и других.
Лирические песни композитора особенно нравятся слушателям за искренность и душевность выражения. Далеко за пределами Буковины стали популярными «Зореслава» (стихотворение И. Кутеня), «Загорелись глаза звёздами» (стихотворение М. Бакая), «Материнская любовь» (стихотворение В. Вихруща), «Ходит март» (стихотворение В. Черняка).
Признанием композиторского таланта является то, что его шутливые песни «Посылала меня мать», «Я щаслива сроду» (на слова И. Кутеня) уже давно воспринимаются как народные.
Композитор не ограничивается вокально-хоровыми жанрами, в его творчестве есть ряд инструментальных произведений как «Буковинская сюита» для симфонического оркестра, «Баллада» для двух скрипок и фортепиано, «Экспромт» для фортепиано и другие.
Кроме композиторской деятельности, А. Н. Кушниренко занимается исследовательской деятельностью. Он автор научных трудов, многих музыковедческих статей и разнообразных рецензий. По инициативе А. Н. Кушниренко в 1992 году при Черновицком Национальном университете имени Юрия Федьковича основана кафедра музыки, которую он возглавлял два десятилетия (с 1993 года он — профессор).
Андрей Николаевич Кушниренко активно проводит общественно-полезную работу как председатель областного отделения Национального Всеукраинского Музыкального Союза (НВМС), секретарь республиканского координационного совета НВМС, председатель объединения композиторов Буковины, член Учёного Совета Черновицкого национального университета имени Юрия Федьковича.
С 1997 года Андрей Кушниренко — член Национального союза композиторов Украины и член-корреспондент Академии искусств Украины.
А. Н. Кушниренко неоднократно назначался председателем жюри областных смотров художественной самодеятельности, а также членом жюри Всеукраинского конкурса имени М. Леонтовича (1993, 1995, 1997 годы), конкурса имени Ч. Порумбеску (Румыния, 1989), председателем жюри 1-го Всеукраинского фестиваля-конкурса украинской казацкой песни «Байда» (Тернополь, 2001), членом жюри 3-го Всеукраинского фестиваля-конкурса коллективов народного хорового пения имени П. Демуцкого (Киев, 2001), Всеукраинского фестиваля аутентичного фольклора среди учащейся молодёжи «Родительские пороги» и Межрегионального музыкального фестиваля «Буковинский жаворонок» (Черновцы, 2001).
Начиная с 1991 года, Кушниренко неоднократно принимал участие в подготовке правительственных концертов к дню Независимости Украины, как главный хормейстер, а также дирижёр сводных хоров на Всеукраинских праздниках народного творчества, на певческих полях в городах Киеве, Полтаве, Львове, Тернополе, и как художественный руководитель творческих отчётов мастеров искусств и художественных коллективов Черновицкой области (в 1999 и 2000 годах во Дворце «Украина»).
А. Кушниренко постоянно оказывает помощь любительским художественным коллективам Буковины, а в 1983 и 1986 годах проводил одномесячные семинары в Канаде (Торонто, Виннипег, Эдмонтон, Ванкувер).
Всю свою творческую деятельность как композитор, дирижёр, фольклорист, педагог и общественный деятель Андрей Кушниренко направлял на национальное возрождение и развитие украинской национальной культуры и образования.
Его повседневная подвижническая работа на благо музыкального искусства Украины должным образом вознаграждена многочисленными высокими должностями, почётными званиями, художественными премиями и другими знаками отличия.
Умер композитор 11 января 2013 года в Черновцах.

## Награды и премии
- народный артист УССР (1973)
- заслуженный артист УССР (1965)
- заслуженный деятель искусств УССР (1969)
- орден «За заслуги» ІІІ степени (1999)[1]
- орден «За заслуги» ІІ степени (2009)[2]
- отличник народного просвещения Украины
- Государственная премия УССР имени Т. Г. Шевченко (1984) — за концертные программы (1979—1983)
- Почётная грамота Президиума Верховного Совета Украинской ССР (1979)
- Почётная грамота Президиума Верховного Совета Эстонской ССР (1974)
- Литературно-художественная премия имени Сидора Воробкевича
- почётный гражданин Черновцов